# Da Brat
Shawntae Harris (Chicago, 14 de abril de 1974), más conocida por su nombre artístico Da Brat, es una rapera y actriz estadounidense. Comenzó su carrera en 1992; su álbum debut, Funkdafied (1994) vendió un millón de copias, lo que la convirtió en la primera rapera en recibir una certificación de platino. Harris ha recibido dos nominaciones a los premios Grammy. Algunas de sus canciones más exitosos incluyen "I Think They Like Me", "Funkdafied" y "Loverboy".

## Primeros años y educación
Nacida Shawntae Harris en el 14 de abril del 1974, en Joliet, Illinois, Harris se crio en el lado oeste de Chicago, Illinois. Nacida de David Ray McCoy (1935–1988), un empresario de Chicago y Nadine Brewer, una  conductora de autobús de la ciudad de Chicago, sus padres nunca se casaron. Harris se crio en dos hogares diferentes. Ella vivió parte del tiempo con su madre y abuela y asistió a una iglesia apostólica cuatro veces a la semana, donde cantaba en el coro.  Harris asistió a la Academia Kenwood durante su segundo y tercer año, donde corrió pista y jugó baloncesto. Se graduó de Academy of Scholastic Achievement, una escuela charter de continuación que atiende a estudiantes en riesgo en 1992.

## Carrera

### 2000–03: Regreso al trabajo
A principios de 2000, Da Brat lanzó su tercer álbum, "Unrestricted", que produjo los sencillos de éxito moderado "That's What I'm Looking For" (US # 56) y "What Chu Like" (US # 26), con el cantante soul, Tyrese. El álbum no fue bien recibido en comparación con el trabajo anterior de ella. Sin embargo, el nuevo álbum inspiró un cambio de imagen para Da Brat abandonando su personaje "gangsta", y decidió seguir la tendencia en la música popular y intentó agregar a su atractivo sexual. En 2001, Brat continuó su tendencia de aparecer en remixes de otros artistas, alcanzando el número 1 en la lista Billboard Hot R&B/Hip Hop Singles junto con el rapero Ludacris en el remix principal de "Loverboy" de Mariah Carey y presentándose como artista en el remix de "Survivor" de Destiny's Child. Da Brat también apareció como Louise en la película Glitter de Carey en 2001. En 2003, Brat lanzó su cuarto álbum, titulado "Limelite, Luv & Niteclubz", y apareció en la cuarta temporada de The Surreal Life de VH1.

### 2005 – presente: Actividades actuales
En 2005, hizo una reaparición cuando fue presentada en el remix de la canción "I Think They Like Me", de Dem Franchize Boyz, que también presentó a Bow Wow y Jermaine Dupri. La canción alcanzó el puesto número 1 en el Billboard Hot R&B/Hip Hop Singles chart y el número 15 en el Billboard Hot 100. En 2006, fue una invitada en el escenario de The Adventures of Mimi Tour de Mariah Carey en Atlanta, Nueva York, Long Island, Washington D. C., Chicago y Los Ángeles. También participó en "Gotsta Go" de Kelly Rowland, una canción extra de su álbum de 2007, Ms. Kelly, y también aparece en "4real4real", una canción adicional de Carey's album, E = MC². Ella también co-escribió una canción con Carey llamada "O.O.C." que aparece en E = MC² y contribuye con voces de acompañamiento en la pista. En 2007, participó en la quinta temporada del reality show VH1 Celebrity Fit Club. En 2011, hizo un remix con Kelly Rowland llamado "Motivation" con Lil Wayne. Tras su liberación de la cárcel, lanzó una serie web sobre la vida después de la experiencia titulada "Brat Chronicles: In Transition" en YouTube. Ella lanzó su nuevo sencillo "Is It Chu?" en iTunes y otros servicios digitales el 2 de julio del 2013. Ahora trabaja para el programa Rickey Smiley Morning como co-presentadora (desde julio de 2015 hasta la fecha) y es parte del grupo Dish Nation de Atlanta. Desde 2016, Da Brat ha aparecido en el reality show The Rap Game, como mentor de jóvenes talentosos. En 2017, Da Brat se unió al reality show Growing up Hip Hop: Atlanta, que sigue las artistas leyendas de Atlanta y los niños de las leyendas de Atlanta.

## Vida personal
Problemas legales y sentencia de prisión en 2008
En 2001, Da Brat se declaró culpable de un delito menor después de haber golpeado a una mujer con una botella de alcohol durante una disputa sobre asientos VIP en un club nocturno de Atlanta en 2000. La víctima en este incidente recibió seis puntos por una herida en la cabeza. Da Brat terminó cumpliendo un año de libertad condicional, realizó 80 horas de servicio comunitario y pagó una multa de $ 1,000. En el 31 de octubre de 2007, Da Brat estuvo involucrada en el altercado que terminó en un asalto en una fiesta de Halloween en el club Studio 72 en Atlanta. Da Brat inicialmente discutió con una anfitriona, y cuando la anfitriona se alejó para hablar con su mánager, Da Brat la atacó por detrás y la golpeó en la cara con una botella de alcohol. La mesera fue llevada a un hospital, y la policía arrestó a Da Brat y la envió a la cárcel. En el tribunal, Da Brat se declaró culpable de agravar los cargos de asalto. Fue condenada a tres años de prisión, siete años de libertad condicional y 200 horas de servicio a la comunidad . En mayo de 2010, fue liberada temporalmente de la prisión como parte de un programa de liberación laboral. Su juicio civil derivado del altercado de 2007 comenzó el 24 de febrero de 2014. En el 28 de febrero de 2014, un jurado de juicio civil otorgó a la ex porrista de la NFL Shayla Stevens, la víctima de asalto, $ 6.4 millones para cubrir sus lesiones y pérdidas de ganancias pasadas / futuras.
En febrero de 2023 se hizo público que esperaba su primer hijo junto a su mujer. Su hijo, True Legend Harris-Dupart, nació el 6 de julio de 2023.

## Discografía

#### Álbumes
- Funkdafied (1994)
- Anuthatantrum (1996)
- Unrestricted (2000)
- Limelite, Luv & Niteclubz (2003)

## Premios y nominaciones
Premios Grammy
| Año  | Nominada Por        | Premio                               | Resultado |
| ---- | ------------------- | ------------------------------------ | --------- |
| 1998 | "Not Tonight" Remix | Mejor Artista de Rap Caliente        | Nominado  |
| 2004 | "Got It Poppin'"    | Mejor Actuación Femenina de Rap Solo | Nominado  |

Soul Train Lady of Soul Awards
| Año  | Nominada Por | Premio             | Resultado |
| ---- | ------------ | ------------------ | --------- |
| 1995 | Funkdafied   | Mejor Álbum de Rap | Ganador   |

BET Awards
| Año  | Nominada Por | Premio                            | Resultado |
| ---- | ------------ | --------------------------------- | --------- |
| 2001 | Sí misma     | Mejor Artista Femenina de Hip-Hop | Nominado  |
| 2004 | Sí misma     | Mejor Artista Femenina de Hip-Hop | Nominado  |

Premios de Billboard
| Año  | Nominada Por | Premio                                                | Resultado |
| ---- | ------------ | ----------------------------------------------------- | --------- |
| 1994 | Da Brat      | Mejor Artista de Rap Caliente                         | Ganador   |
| 1994 | Funkdafied   | Top Hot Rap Single                                    | Ganador   |
| 1994 | Da Brat      | Mejor Artista R&B Femenina                            | Nominado  |
| 1994 | Funkdafied   | Las Mejores Ventas Individuales de una canción de R&B | Nominado  |
| 1995 | Da Brat      | Mejor Artista de Rap Femenina                         | Ganador   |

## Créditos de Película y Television[13]
| Año  | Título               | Papel    | Notas         |
| ---- | -------------------- | -------- | ------------- |
| 1996 | Kazaam               | Sí misma | Camafeo       |
| 1997 | Rhyme & Reason       | Sí misma | Camafeo       |
| 2001 | Glitter              | Louise   |               |
| 2001 | Carmen: A Hip Hopera | Narrador |               |
| 2002 | Civil Brand          | Baby K2K |               |
| 2006 | 30 Days              | Camisha  | Rol principal |

| Año          | Título                      | Papel                | Notas                    |
| ------------ | --------------------------- | -------------------- | ------------------------ |
| 1994         | All That                    | Invitada Musical     | Temporada 1, Episodio 2  |
| 1997–1998    | The Parent 'Hood            | Bernice "Boo" Walker | 2 episodios              |
| 2002         | Sabrina, the Teenage Witch  | Baby K2K             | 1 episodio               |
| 2015         | Empire                      | Jezzy                | Temporada 2, Episodio 10 |
| 2015–present | Dish Nation                 | Hueste               | Reparto Principal        |
| 2017–present | Growing Up Hip Hop: Atlanta | Sí misma             | Elenco de Apoyo          |